# Fortalesa d'Atskuri
La fortalesa d'Atskuri (en georgià: აწყურის ციხე) és una fortalesa feudal georgiana a la riba dreta del riu Kura, aproximadament a 30 quilòmetres de Borjomi, a la regió de Samtsje-Yavajeti.

## Història
Construïda al segle x, la fortalesa d'Atskuri va ser un important bastió per a la defensa de Geòrgia durant l'edat mitjana. El 1260, l'exèrcit mongol, encapçalat per Argun Aka, va assetjar la fortalesa quan el rei David de Geòrgia es va rebel·lar contra el govern mongol. A la fi del segle xiii, un poderós terratrèmol va sacsejar tota l'àrea i la fortalesa. L'edifici es troba en ruïnes i no presenta una estructura homogènia, encara que existeix l'antic túnel d'entrada a la presó excavat en la roca. Els murs de la fortalesa conserven les parts més baixes, que es confonen amb les roques del propi terreny escarpat de la muntanya.
Ha estat declarat Monument Cultural d'importància nacional de Geòrgia (
Atskuri fortress, Georgia-2.jpg).
|  |  |